# Horní Meziříčko
Horní Meziříčko (deutsch Ober Meseritschko) ist eine Gemeinde in Tschechien. Sie liegt 18 Kilometer östlich von Jindřichův Hradec und gehört zum Okres Jindřichův Hradec. Sie hat ca. 110 Einwohner.

## Geographie

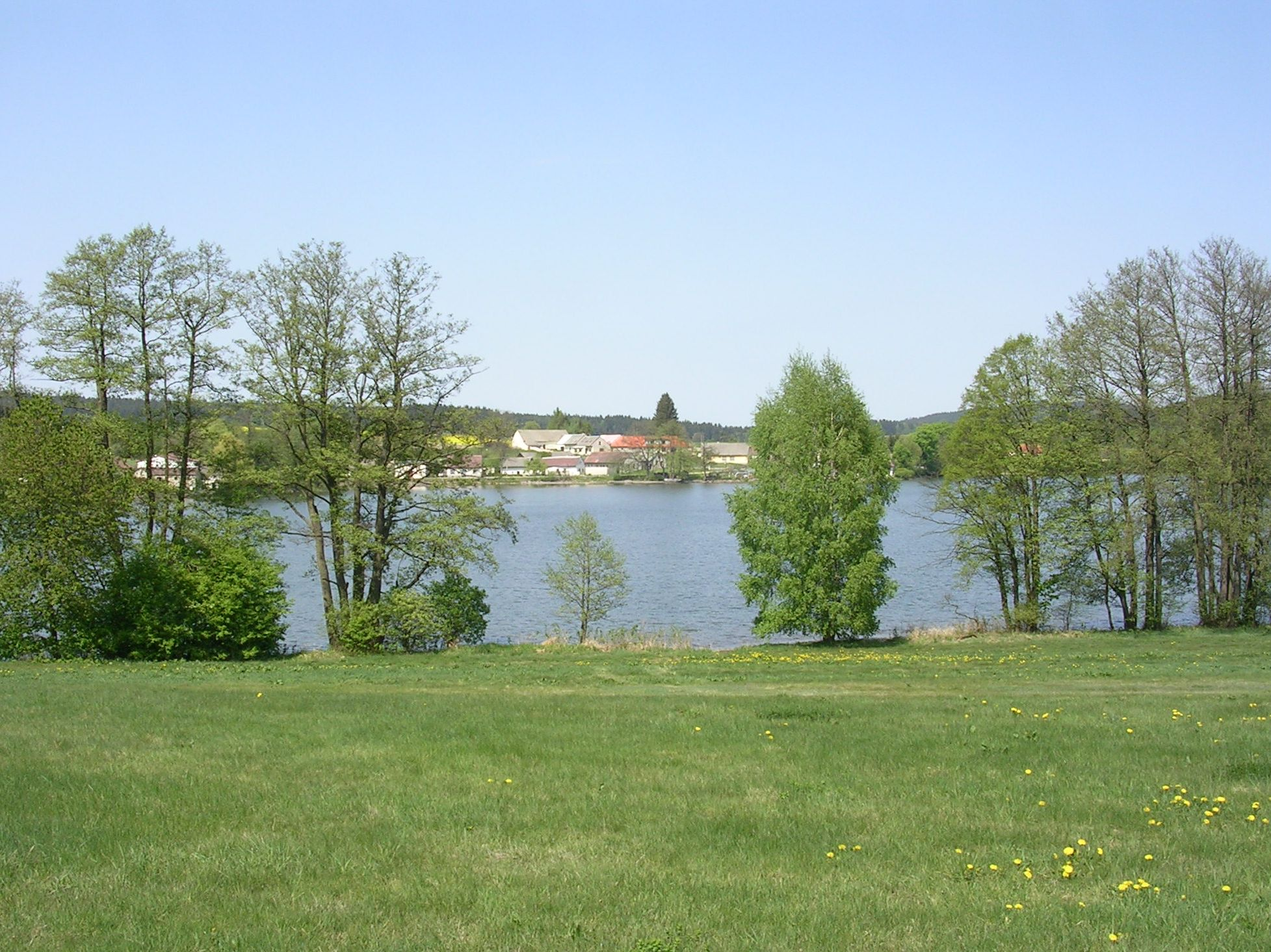
Dorfteich, Horní Meziříčko im Hintergrund

Horní Meziříčko befindet sich im Tal des Hamerský potok im Zentrum der Javořická vrchovina. Das Dorf liegt am westlichen Ufer des Teiches Velkomeziříčký rybnik. Nördlich erhebt sich der 644 m hohe Kámen.
Nachbarorte sind Palupín und Horní Dvorce im Norden, Jilem im Nordosten, Horní Němčice im Osten, Maršov und Velký Jeníkov im Südosten, Malý Jeníkov im Südwesten sowie Strmilov im Westen.

## Geschichte
Das 1361 erstmals erwähnte Horní Meziříčko war einst ein kleiner Adelssitz mit Feste und Gutshof. 1593 erwarb Adam II. von Neuhaus die Herrschaft und schlug sie seinen Besitztümern in Telč zu. Im Jahre 1850 hatte Horní Meziříčko 188 Einwohner.

## Gemeindegliederung
Für die Gemeinde Horní Meziříčko sind keine Ortsteile ausgewiesen.